# Còdex Montpeller
El Còdex Montpeller o Còdex de Montpeller (Montpeller, Biblioteca Interuniversitària, secció Medicina, H196) és una important font de la polifonia francesa del segle XIII. El còdex conté 336 obres polifòniques compostes al voltant del 1250-1300, i degué recopilar-se al 1300. Com a alternativa a la idea d'un manuscrit compilat en diverses etapes al llarg d'una dècada o més, Wolinski proposa una sola campanya de còpia per als fascicles 1-7 en la dècada de 1260 o 1270; el fasc. 8 potser també ja des de la dècada del 1270; la seua teoria, tot i no ser àmpliament acceptada, té implicacions importants per al desenvolupament del motet, de la notació musical i de la teoria de la música en la segona meitat del segle xiii. Es creu que aquest manuscrit pot ser originari de París. El va descobrir el musicòleg Edmond de Cossemaker el 1852.

## Format i contingut
Es pot dividir grosso modo en 8 fascicles, que contenen alguns gèneres musicals de l'època. Els continguts se n'organitzen així:
- Fascicle 1. Polifonia litúrgica
- Fascicle 2. Motets triples llatins, formats per un cantus firmus amb tres línies de contrapunt.
- Fascicle 3. Motets dobles macarrònics formats per un cantus firmus amb dues línies de contrapunt.
- Fascicle 4. Motets dobles llatins.
- Fascicle 5. Motets dobles francesos.
- Fascicle 6. Motets francesos a dues veus.
- Fascicles 7 i 8. Motets a tres veus, segurament compilats més tard que els dels fascicles 2-6.

Hi ha també suplements dels fascicles 3, 5 i 7. Pels diferents sistemes de notació musical fets servir en els fascicles 2-6 i 7-8, aquest dòdex ha esdevingut una font crucial per a la cronologia d'estils polifònics medievals francesos.

## La música
Aquest còdex és una font crítica per conèixer els “motets prefranconians” i “franconians”, després de Francon de Colònia. Tot i que la música que apareix en el còdex és anònima, se'n poden fer algunes atribucions, per les concordances amb altres manuscrits o per semblances estilístiques, amb Pérotin (del fascicle 1), Petrus de Cruce, Adam de la Halle, Guillaume d'Auvergne i Philippe le Chancelier. Molts dels cantus firmus es prenen dels cants de l'escola de Notre-Dame. Mentre que el fascicle 1 conté polifonia sagrada, sobretot de l'escola de Notre-Dame, la part més extensa de música del còdex és la col·lecció de motets d'amor cortés francés. Els motets d'aquesta col·lecció no són isorítmics. De fet, els primers motets isorítmics -els de Philippe de Vitry- no serien composts fins a les primeres dècades del segle xiv. Una part es va copiar de la composició polifònica de Willelmus de Winchecumbe.